# Amélie Nothomb
Amélie Nothomb (Belgium, Etterbeek, 1966. július 9. –) belga írónő.
Nothomb Japánban, Kóbéban született belga diplomata szülőktől. 17 éves korában lépett először európai földre, előtte Kínában, New Yorkban, Bangladesben, Burmában és Laoszban élt a szüleivel. Rokona Charles-Ferdinand Nothomb belga külügyminiszternek (1980–1981).

## Élete
Első regényét 25 éves korában, 1992-ben adták ki Hygiène de l'assassin (A gyilkos higiéniája) címmel. Azóta nagyjából évente egy könyve jelenik meg.
Számos díjat kapott, többek között 1999-ben a Francia Akadémia irodalmi díját is, a Stupeur et tremblements (Hódolattal esengve) című művéért.
Míg Japánban élt, helyi iskolába járt és japánul tanult. Ötéves korában a család Kínába költözött. „Quitter le Japon fut pour moi un arrachement” („Törést jelentett, mikor elhagytam Japánt”) írta Stupeur et tremblements (Hódolattal esengve) című könyvében. Nothomb gyakran utazott, mielőtt felfedezte volna Európát, pontosabban Brüsszelt, ahol elmondása szerint többnek érezte magát, mint egy idegen. A brüsszeli egyetemen filológiát tanult. Miután családjával problémái lettek, visszament Tokióba egy nagyvállalathoz dolgozni. Az ott szerzett élményeit írta meg nyolc évvel később a Stupeur et tremblements (Hódolattal esengve) című könyvében. Ebből a könyvéből filmet rendezett Alain Corenau 2003-ban Stupeur et tremblements címmel (magyarul Tokiói tortúra címmel mutatták be a filmet).
Jelenleg Brüsszelben és Párizsban él és ír. Elmondása szerint évente három könyvet ír, de csak egyet ad ki. 
Premier sang („Első vér”) című kötete 2021-ben elnyerte a tekintélyes Renaudot-díjat.

## Művei
| Kiadás dátuma (Franciaországban) | Eredeti cím                                        | Magyar cím           | Magyar kiadás adatai                                         |
| -------------------------------- | -------------------------------------------------- | -------------------- | ------------------------------------------------------------ |
| 1992                             | Hygiène de l’assassin                              | A gyilkos higiéniája | Sík Kiadó Kft. (1992), ISBN 978-963-85821-6-4                |
| 1993                             | Le Sabotage amoureux                               |                      |                                                              |
| 1993                             | Légende un peu chinoise (Longue Vue)               |                      |                                                              |
| 1994                             | Les Combustibles                                   |                      |                                                              |
| 1995                             | Les Catilinaires                                   | Vádirat              | Jószöveg Műhely (2008), ISBN 978-963-7052-67-5               |
| 1996                             | Péplum                                             |                      |                                                              |
| 1997                             | Attentat                                           |                      |                                                              |
| 1998                             | Mercure                                            | Holt határon         | Európa Könyvkiadó Kft. (2001), ISBN 978-963-07-6938-9        |
| 1999                             | Stupeur et tremblements                            | Hódolattal esengve   | Sík Kiadó Kft. (2000), ISBN 978-963-9270-05-3                |
| 1999                             | Le Mystère par excellence (Le Grand livre du mois) |                      |                                                              |
| 2000                             | Métaphysique des tubes                             |                      |                                                              |
| 2000                             | Brillant comme une casserole (La Pierre d’Alun)    |                      |                                                              |
| 2001                             | Cosmétique de l’ennemi                             | Ördögi kozmetika     | Passage és Etoile Kiadói Kft. (2002), ISBN 978-963-7710-22-3 |
| 2001                             | Aspirine                                           |                      |                                                              |
| 2001                             | Sans nom (Elle)                                    |                      |                                                              |
| 2002                             | Robert des noms propres                            |                      |                                                              |
| 2003                             | Antéchrista                                        |                      |                                                              |
| 2004                             | L’Entrée du Christ à Bruxelles (Elle)              |                      |                                                              |
| 2004                             | Biographie de la faim                              |                      |                                                              |
| 2005                             | Acide sulfurique                                   |                      |                                                              |
| 2006                             | Journal d’Hirondelle                               |                      |                                                              |
| 2007                             | Ni d’Ève, ni d’Adam                                |                      |                                                              |
| 2007                             | Les Champignons de Paris (Charlie Hebdo)           |                      |                                                              |
| 2008                             | Le Fait du prince                                  |                      |                                                              |
| 2009                             | Le Voyage d'hiver                                  |                      |                                                              |
| 2010                             | Une Forme de vie                                   |                      |                                                              |
| 2011                             | Tuer le père                                       |                      |                                                              |
| 2012                             | Barbe bleue                                        |                      |                                                              |
| 2013                             | La Nostalgie heureuse                              |                      |                                                              |
| 2014                             | Pétronille                                         |                      |                                                              |
| 2015                             | Le Crime du comte Neville                          |                      |                                                              |
| 2016                             | Riquet à la houppe                                 |                      |                                                              |
| 2017                             | Frappe-toi le cœur                                 |                      |                                                              |
| 2018                             | Les Prénoms épicènes                               |                      |                                                              |
| 2019                             | Soif                                               |                      |                                                              |
| 2020                             | Les Aérostats                                      |                      |                                                              |
| 2021                             | Premier Sang                                       |                      |                                                              |
| 2022                             | Le Livre des sœurs                                 |                      |                                                              |

## Magyarul
- A gyilkos higiéniája; ford. Bognár Róbert; Sík, Bp., 1998
- Hódolattal esengve; ford. Bognár Róbert; Sík, Bp., 2000
- Holt határon; ford. Balla Katalin; Európa, Bp., 2001
- Ördögi kozmetika; ford. Margittai Ágnes; Etoile, Bp., 2002
- Vádirat; ford. Ujvári Pintér György; Jószöveg Műhely, Bp., 2008
- Első vér; ford. Balla Katalin; Európa, Bp., 2023